# Bien commun
Pour les articles homonymes, voir Bien commun (homonymie).
Le bien commun est une notion développée d'abord par la théologie et la philosophie, puis saisie par le droit, les sciences sociales et invoquée par de nombreux acteurs politiques. Elle désigne l'idée d'un bien patrimonial partagé par les membres d'une communauté, au sens spirituel et moral du mot « bien », de même qu'au sens matériel et pratique (ce dont on dispose ou ce qu'on possède).
En Occident, la philosophie s'interroge au moins depuis Platon et Aristote sur ce qui nous constitue en tant que communauté. Le concept de bien commun figure dans la théologie chrétienne à partir de Thomas d'Aquin, au XIIIe siècle, où il désigne l'inclination naturelle de la Création dans son ensemble (dont la communauté humaine) vers le Bien qui est Dieu. Dans une perspective chrétienne, la recherche du bien commun est alors le fondement de toute organisation sociale et politique. Cette notion est souvent utilisée pour les questions relatives à la propriété de certaines ressources et désigne la relation entre l'accès à des ressources équitablement partagées et des intérêts qui soudent les membres d'une communauté et contribuent à son existence.
Pour le politologue et économiste italien Riccardo Petrella, le bien commun est ce qui fait vivre les sociétés. Selon l'économiste français Jean-Marie Harribey (2011), cette notion, qui met aussi en jeu celle de propriété, serait notamment liée à la prise de conscience progressive de l'existence d'un patrimoine commun de l'humanité.
Dans le langage courant, le bien commun a souvent un sens moins spirituel, mais correspond toujours à l'idée d'un patrimoine matériel ou immatériel de la communauté humaine (parfois élargi aux autres espèces vivantes) nécessaire à la vie, au bonheur ou à un épanouissement collectif.

## Éléments de définition
Ce concept semble intuitivement facile à comprendre, mais il s'avère difficile à définir et parfois à traduire ; ainsi l'anglais ne distingue pas facilement le « collectif » du « public », et le mot « commun » est très polysémique en français.
On peut néanmoins opérer les distinctions suivantes : l'adjectif « commun » désigne une réalité partagée par tous, indépendamment d'une organisation sociale donnée, alors que « public » désigne une réalité qui dépend d'un pouvoir politique, d'un État. Par « commun » on suppose aussi l'idée d'un lien entre les membres du groupe concerné, qui fait alors communauté, tandis que « collectif » suppose simplement que plusieurs personnes sont impliquées sans forcément partager quoi que ce soit.
Au singulier, on peut donner à l'expression « bien commun » au moins deux définitions, selon qu'on se place dans une perspective chrétienne héritière de la philosophie aristotélicienne et thomiste, ou non.
Dans la perspective chrétienne inspirée par saint Thomas d'Aquin, le bien suprême (Dieu) est le bien commun, dont dépend le bien de tous les êtres. En ce sens, le bien commun est spirituel, avant d'être un principe politique ; il se distingue donc de la somme des intérêts particuliers mais aussi de l'intérêt général (qui est défini par une politique et par l'exercice de la raison humaine), car le bien commun est le bien de tous les êtres en tant qu’ils sont appelés par Dieu à la perfection (on parle aussi de sainteté, pour l'homme). Le catholicisme évoque aussi la destination universelle des biens (principe voulant que la propriété n'est légitime que si elle sert un intérêt plus large que celui d'un individu), comme principe clé pour servir le bien commun.
Dans le langage courant l'expression est employée dans un sens plus proche de celui d'intérêt général, tel que défini par Rousseau, c'est-à-dire l'intérêt partagé par la communauté, en tant que ses membres dépendent les uns des autres (et non pas la somme des intérêts particuliers) : c'est le bien de tous de façon indivisible, qui peut impliquer de passer outre l'intérêt particulier d'un individu et d'un groupe, pour servir le plus grand nombre.
- au singulier, le bien commun a une valeur plus de nature éthique (principe politique) que matérielle et ne se confond pas avec les biens communs, qui posent la question plus spécifique de la propriété. Mais les deux notions sont liées[8].
- au pluriel, les biens communs désignent des ressources (matérielles ou non) qui sont ou devraient être partagées par tous (l'information, par exemple). La définition semble plus ou moins précise ou transversale selon les auteurs et utilisateurs, mais elle est généralement articulée à une réflexion sur l'ordre social ; le contrat social ; l'autorité et sa légitimité[9] ; la chose publique (res publica) ; l'État démocratique comme garant du bien public ou encore de la sécurité foncière[10], du droit et de l'accès réel à la santé et à la justice[11] ; le patrimoine[12] (ou les patrimoines[13]) (avec ou sans notion de propriété) ; l'environnement et la santé environnementale ; le « plein emploi de qualité »[14] et la responsabilité sociale des entreprises (RSE) ; la biodiversité et le bon état écologique, la citoyenneté[15] puis l'écocitoyenneté, la solidarité et les droits de l'homme[16] ou encore la vie vertueuse. Avec le développement des NTIC, l'information elle-même est parfois considérée comme bien commun[17]. L'eau est souvent présentée comme exemple de bien commun de l'humanité[18].

## Principe théologique, philosophique et juridique

### Dans l'histoire de la philosophie: «res publica» et «bonus communis»

#### De Platon à Aristote
Durant l'Antiquité romaine, Platon introduit dans la République l'idée que les gardiens de la cité idéale ne possèdent rien en propre, hormis les objets de première nécessité, mais partagent l'habitat, les possessions matérielles et les repas, reçoivent leur nourriture des autres et ne sont pas autorisés à acquérir de l'or. L'éducation des enfants et des jeunes, la procréation et la propriété des femmes appartiennent à l'ensemble des citoyens. Le bien commun définit un mode de propriété conçu pour assurer l'harmonie collective.
Aristote s'attaque directement à Platon, arguant que la communauté des biens génère plus de différends que l'appropriation privée. Affirmant que la cité implique la diversité de ses membres, il élargit la notion de bien commun à la recherche de l'intérêt général ou encore de la vie vertueuse. Le rapport du dirigeant politique avec le bien commun départage la nature despotique, oligarchique ou démocratique du régime.

#### Droit de propriété romain
Le droit romain apporte à la notion une portée juridique. Les Romains distinguent deux catégories majeures du droit : les personnes et les choses (res) ; et un bien est une chose appropriable. L'empereur Justinien Ier divise les choses en quatre catégories dans les Institutes : les choses sacrées, propriété des dieux ; les choses publiques, appartenant à l’État ou à la cité ; les choses communes, comme la mer ; les choses privées, propriété des personnes, qui sont précisément organisées par le droit privé. La théorie du bien commun ne s'accompagne alors plus de préoccupations morales ou politiques.
La théorie classique du droit (Jean Domat, XVIIe) distinguera outre la chose publique (res publica) : la chose qui appartient à tous et ne peut appartenir à personne en particulier, ou res communis, la chose commune ; et la chose qui n’appartient à personne en particulier, mais pourrait appartenir à quelqu’un, ou res nullius = chose de personne. Soit par exemple : la mer, chose commune, et les poissons, choses de personne.

#### De l'aristotélisme au thomisme
Albert le Grand (XIIIe siècle), dans son deuxième commentaire de l'Éthique à Nicomaque, discerne deux significations du bien commun, l'une portée sur la perfection morale, l'autre sur la sécurité matérielle, la première étant supérieure à la seconde.
Alain Giffard et d'autres attribuent à Thomas d'Aquin et au thomisme l'une des premières références à ce terme, bonus communis, comme bien (au sens matériel) commun. Thomas d'Aquin affine en effet l'idée d'Albert le Grand dans son propre commentaire en incluant l'idée de participation : c'est en prenant part au bien commun que l'individu fait preuve de bonté. Le bien commun politique vise l'autarcie en vue du bien commun universel qui consiste en l'honnestas, le salut éternel de chacun.

### Dans la pensée catholique
L'Église catholique définit le bien commun comme l'« ensemble des conditions sociales qui permettent, tant aux groupes qu’à chacun de leurs membres d’atteindre leur perfection d’une façon plus totale et plus aisée ». C'est le principe qui doit guider l'action sociale et politique du catholique. La pensée sociale de l'Église reprend en cela le cadre de pensée de saint Thomas d'Aquin : chez Saint Thomas comme chez Aristote, le Bien est intrinsèque à l'être, il est une sorte de programme de l’être, il est ce que nous désirons naturellement (par exemple, tout être désire être, donc l'être est bon en soi ; à l'inverse on définit le mal comme une réduction de l'être). La forme suprême du Bien est Dieu. Quand Thomas d'Aquin parle de « bien commun » (bonus communis), il désigne donc Dieu en tant qu'il attire la Création à lui, aussi bien les hommes que les autres créatures qui participent ainsi d'un mouvement commun.
Dès lors, le bien commun d'une société ne consiste donc pas simplement dans une répartition équitable des richesses, mais aussi dans une vie sociale harmonieuse, guidée par l'amour du prochain et orientée vers Dieu. Il concerne d'ailleurs toute la Création et pas seulement la communauté humaine. Dans cette acception, tout exercice d'une responsabilité politique doit donc servir le bien commun, mais la notion de bien commun est plus large que la vie politique. Il concerne aussi la vie quotidienne de chaque personne et suppose de réaliser le bien des autres créatures comme le sien propre.
Le Compendium de la doctrine sociale de l'Église décline les conséquences de ce principe pour l'organisation sociale et politique, à travers les principes de la destination universelle des biens, de l'option préférentielle pour les pauvres, de la subsidiarité et de la solidarité. « Le bien commun ne consiste pas dans la simple somme des biens particuliers de chaque sujet du corps social. Étant à tous et à chacun, il est et demeure commun, car indivisible et parce qu'il n'est possible qu'ensemble de l'atteindre, de l'accroître et de le conserver, notamment en vue de l'avenir ».
Le bien commun de la société s'articule au bien commun universel, qui implique la Création dans son ensemble, ce qui suppose logiquement le respect de la nature et la défense de l'environnement : « Le bien commun de la société n'est pas une fin en soi ; il n'a de valeur qu'en référence à la poursuite des fins dernières de la personne et au bien commun universel de la création tout entière. »
Laudato si’, la seconde encyclique du pape François (sous-titrée « sur la sauvegarde de la maison commune ») porte sur les questions environnementales et sociales, à l'écologie intégrale, et de façon générale à la sauvegarde de la Création et comprend un paragraphe relatif au bien commun.

### En droit

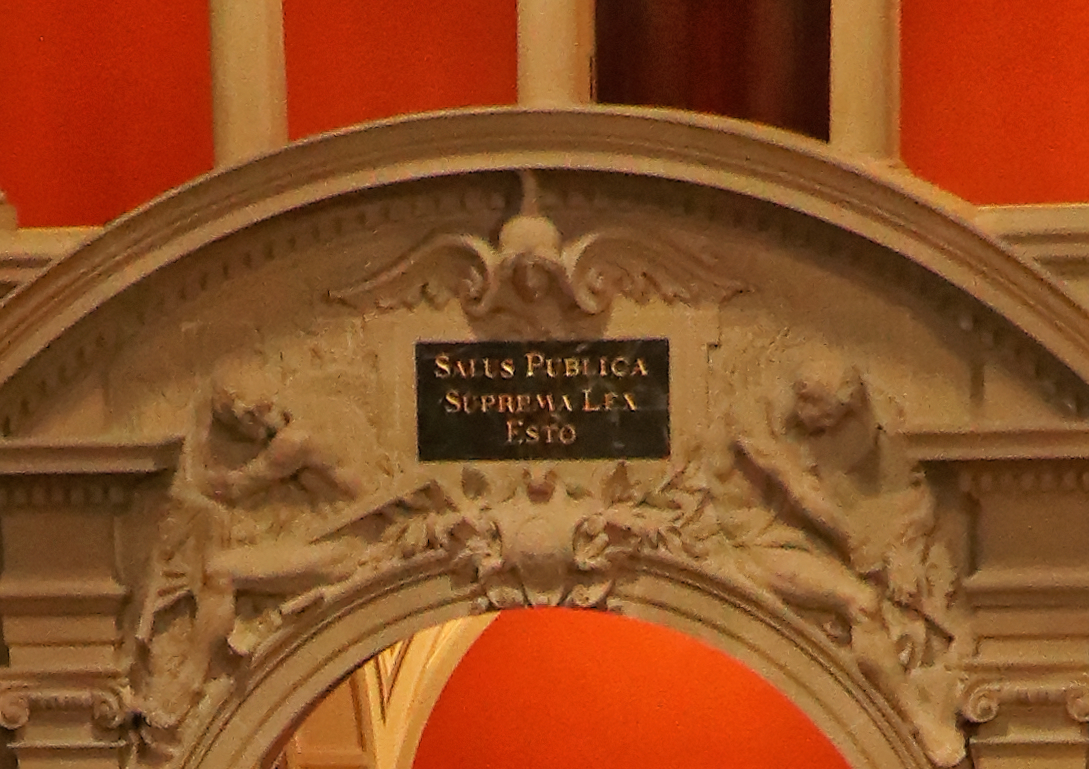
Sentence Salus publica suprema lex esto, « Le bien commun est la loi suprême », dans le Parlement suisse.

Le « bien commun » est plus ou moins explicitement pris en compte ou défendu par le droit coutumier et/ou certains dispositifs réglementaires classiques (souvent confondu avec l'intérêt général, par opposition aux intérêts particuliers) et s'insère généralement dans un dispositif plus ouvert de négociation locale qui tend aussi depuis plusieurs décennies à devenir global et mondial ; le bien commun et notamment le climat et la biodiversité étaient au centre des attentions du sommet de la Terre de Rio (juin 1992) qui, pour la première fois dans l'histoire de l'Humanité, a rassemblé tous les États au chevet de la planète, pour encourager une gestion plus soutenable et durable de ses ressources, notamment des ressources pas, peu, difficilement, coûteusement ou lentement renouvelables afin, comme le dit le rapport Brundtland (1987), d'accomplir l’objectif de répondre aux besoins du présent sans compromettre la capacité des générations futures de répondre aux leurs.

## Ressources à partager

### Typologie de biens communs
Plusieurs types de biens et/ou de « communs » peuvent être distingués ; ils sont naturels, matériels ou immatériels et en termes d'utilité peuvent être :
- des ressources externes à l'Homme et antérieures à l'Humanité, que l'on considère souvent comme en quelque sorte offert à la personne[30] et/ou aux sociétés par la Nature (ex air, eau, sol, service écosystémique, aménités telles que la beauté d'un paysage, etc.). Certaines sont encore gratuitement exploitables (l'air par exemple) et d'autres peu à peu appropriées ou privatisées (l'eau, le sol, le sous-sol et les ressources génétiques par exemple) ;
- des ressources construites par une ou plusieurs générations d'humains (la culture, la musique, l'art, etc.), transmissibles de génération en génération (par ex. diversité des races d'élevage et des variétés cultivées). On appelle "bien commun" une ressource qui a une forte dimension patrimoniale et spirituelle, et donc historique, prospective (en tant que patrimoine inaliénable et à transmettre aux générations futures) et parfois territoriale (Cultures locales, terroir…) ; il peut donc être valorisé, protégé ou au contraire menacé selon les modalités d'aménagement du territoire mis en œuvre, et selon la manière dont cet aménagement est évalué et contrôlé.
Il est selon J. M. Harribey dans tous les cas une construction sociale[5]. David Bollier insiste que le fait « que les communs ne sont pas juste une ressource. C’est une ressource plus une communauté, plus ses protocoles sociaux et ses valeurs pour gérer les ressources partagées. Les communs sont un paradigme socio-économique. C’est un système social pour la coproduction et la co-gouvernance »[31]. 
Dans le domaine du numérique et des NTIC, le « bien commun réutilisable » est défini comme : « toutes les données qui ne sont pas à caractère sensible ou données personnelles dont la personne a accepté préalablement le partage avec les institutions, ou tout autre acteur »[32].

L'Internet et plus encore le Web 2.0 semblent avoir ouvert de nouvelles dimensions aux réseaux sociaux, à la culture et au patrimoine immatériel de l'humanité et à la noosphère. Là aussi se négocient des questions d'apparente gratuité, de sécurité, de transparence et d'appropriation ou privatisation de l'information et de l'accès à l'information et aux informations personnelles. On parle de biens communs informationnels pour désigner l'ensemble de ces ressources qui font ou devraient faire l'objet d'une gestion partagée.
Une approche essentialiste confère au bien commun une valeur intrinsèque et par défaut, alors que des approches utilitaristes lui donnent une valeur qui pourraient selon les utilitaristes être chiffrée et étalonnée à l'aune de son utilité pour la société, l'industrie, l'économie.. Ces deux approches peuvent parfois se combiner.

### Théories économiques: biens collectifs et biens communs
De nombreux économistes se sont intéressés à ce concept. L'Américain Paul Samuelson définit en 1954 le « bien collectif » par deux critères :
1. critère de non-exclusion : on ne peut exclure personne de son usage ;
2. critère de non-rivalité : l’usage par un individu n'empêche pas un même usage ou un autre usage par un autre.

Deux exemples souvent cités sont le phare ou l’éclairage public. Certains auteurs ajoutent que le vrai bien commun est obligatoirement consommé (par ex. l'air) ou qu'on n'y échappe pas (« on est obligé de « consommer » des avions de chasse ») et qu'il n'est plus commun quand il est si utilisé qu'il y a un effet d’encombrement (la route quand elle devient sursaturée de voitures).
En 1968, le socio-biologiste Garrett Hardin postule qu'un accès libre au bien collectif conduit inévitablement à une « tragédie des communs », sauf si (selon lui) un système en régule la consommation ou l'exploitation par un contrôle de la natalité et de la démographie, la nationalisation de ces biens ou leur privatisation. Cette théorie a selon Harribey (2011) trouvé un vif soutien dans le monde économique et financier qui entamait alors « un grand mouvement de dérégulation et de déréglementation de l’économie mondiale » en cherchant à justifier un recul de l’intervention publique ou du contrôle de l'économie par les États. Ce modèle, qui a conduit à la surexploitation de nombreuses ressources naturelles et à l'aggravation du dérèglement climatique et à une croissance des inégalités, sera ensuite dénoncé par l'économiste et politologue américaine Elinor Ostrom qui propose une théorie alternative à la fois au tout-marché et au tout-État, au profit de l'action collective et d'une gestion plus collaborative et négociée des biens communs et des biens publics (matériels ou immatériels). Elle inscrit ce courant dans une « nouvelle économie institutionnelle », notamment précisée en 1990 dans son livre « Gouvernance des biens communs ». Selon E. Ostrom, ce qui différencie le commun et le collectif et/ou public aurait son origine dans une décision et des choix de type politique et collectifs, quel que soit l’échelon considéré, du local au global.
Depuis l'apparition du brevet et de la protection des droits d'auteurs (dont la durée tend à s'allonger), certains « biens » tels que les inventions brevetables et les « œuvres originales de l'esprit » ne deviennent publics ou « communs » qu'après un certain temps. Cependant, un libre accès aux connaissances (non-rivalité) produirait des externalités positives puisque « plus de gens savent, plus la connaissance progresse ».

### Aspects moraux et éthiques
Des questions morales et éthiques nouvelles se posent et sont en débat en raison des effets possibles des progrès techniques des biotechnologies (de la transgenèse en particulier), dont sur les génomes humains, animaux, végétaux, microbiens, viraux ou fongiques (« bien privé ou bien commun ? »).